# Chrysozephyrus kabrue
Chrysozephyrus kabrue är en fjärilsart som beskrevs av Robert Christopher Tytler 1915. Chrysozephyrus kabrue ingår i släktet Chrysozephyrus och familjen juvelvingar. Inga underarter finns listade i Catalogue of Life.